# Orophe unicus
Orophe unicus är en mångfotingart som först beskrevs av Loomis 1953.  Orophe unicus ingår i släktet Orophe och familjen Xystodesmidae. Inga underarter finns listade i Catalogue of Life.